# Jean-Baptiste Le Paon
Jean-Baptiste Le Paon, dit aussi Louis Le Paon, né le 15 mars 1738 à Paris, et mort le 27 mai 1785 dans la même ville, est un peintre français.

## Biographie
Jean-Baptiste Le Paon vécut à Paris jusqu'en 1742 avant que son père ne fasse l’acquisition d’un domaine près de Soissons. Il découvre la peinture dans sa jeunesse grâce à un oncle lui-même peintre et fait son apprentissage auprès de Francesco Casanova, peintre de bataille vénitien.
D'abord officier de cavalerie, il renonce à la carrière militaire pour se consacrer à la peinture jusqu'à sa mort en 1785.

## Quelques œuvres

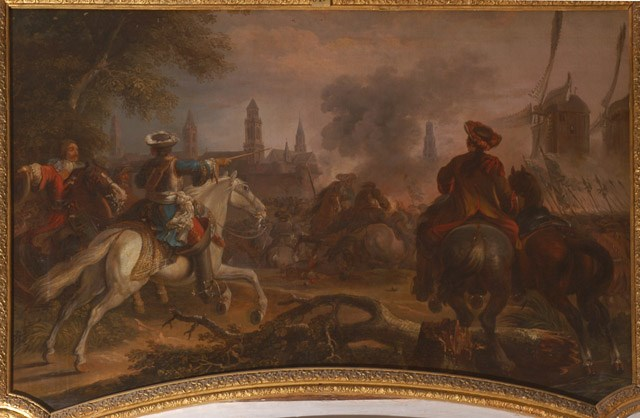
Siège d'Ypres, musée Condé.

- Chantilly, musée Condé, Épisode de la guerre de sept ans
- Trois sujets de combats ou sièges de villes appartenant aux actions militaires du Grand Condé (sièges de Dunkerque, Ypres et Philippsburg), 3 dessus de porte, musée Condé
- Manœuvres de la Maison du Roi sur les côteaux de Satory, huile sur toile[3]

## Exposition
- 1925 : Paris, Petit Palais, « Paysage français de Poussin à Corot »